# Kounga-Mossi
Ne doit pas être confondu avec Kounga-Peulh.
Kounga-Mossi est une localité située dans le département de Oula de la province du Yatenga dans la région Nord au Burkina Faso.

## Santé et éducation
Le centre de soins le plus proche de Kounga-Mossi est le centre de santé et de promotion sociale (CSPS) de Ziga tandis que le centre hospitalier régional (CHR) se trouve à Ouahigouya.